# We Are Motörhead
We Are Motörhead šesnaesti je studijski album britanskog rock-sastava Motörhead. Diskografska kuća Steamhammer objavila ga je 15. svibnja 2000. u Europi, a dan poslije CMC International Records objavio ga je u Sjevernoj Americi.

## O albumu
Grupa je snimala glavni dio uratka od lipnja do kolovoza 1999. u Karo Studiosu u njemačkom mjestu Brackelu, a dodatne dijelove snimala je od prosinca 1999. do ožujka 2000. u studiju American Recorders u kalifornijskom gradu Calabasasu.
Na uradak je uvrstila i „God Save the Queen”, obradu istoimene pjesme britanskog punk-sastava Sex Pistols. Za nju je snimljen i glazbeni spot u kojem članovi skupine sviraju glazbala na vrhu Routemastera, londonskog autobusa s otvorenim krovom.
Naslovna je pjesma nadahnuta pjesmom „Ace of Spades” s istoimenog albuma.

## Ilustracije
Joe Petagno, dugogodišnji ilustrator skupine, o naslovnici je izjavio:

## Popis pjesama
Tekstovi i glazba: Motörhead, osim za pjesmu „God Save the Queen”, koju su napisali Paul Cook, Steve Jones, John Lydon i Glen Matlock. 
| 1.    | »See Me Burning«                                  | 2:59 |
| 2.    | »Slow Dance«                                      | 4:29 |
| 3.    | »Stay Out of Jail«                                | 3:02 |
| 4.    | »God Save the Queen« (obrada pjesme Sex Pistolsa) | 3:19 |
| 5.    | »Out to Lunch«                                    | 3:26 |
| 6.    | »Wake the Dead«                                   | 5:14 |
| 7.    | »One More Fucking Time«                           | 6:46 |
| 8.    | »Stagefright / Crash & Burn«                      | 3:02 |
| 9.    | »(Wearing Your) Heart on Your Sleeve«             | 3:42 |
| 10.   | »We Are Motörhead«                                | 2:21 |
| 38:22 |                                                   |      |

## Recenzije
| Recenzije    | Recenzije |
| Izvor        | Ocjena    |
| ------------ | --------- |
| AllMusic     | [ 5 ]     |
| BraveWords   | 8/10      |
| Rock Hard    | 8/10      |
| Sputnikmusic | 4/5       |

Dobio je pozitivne kritike. Jan Jaedike dao mu je osam bodova od njih deset u recenziji za Rock Hard opisavši ga „nevjerojatno iznenađujućim” te izjavivši da se sastav „gotovo katapultirao natrag u osamdesete” i da na uratku ima „toliko energije i nimalo kompromisa”. Jednaku mu je ocjenu dao Martin Popoff u osvrtu za BraveWords. Izjavio je da se produkcija „pomaknula za pola koraka”, ali da pjesme „divljački udaraju” i da su „gadne kao i one na prethodnim četirima [albumima]” te da je uradak u cjelini „prepun svijetlih točaka”. Sputnikmusicov recenzent dao mu je četiri boda od njih pet zaključivši da su „Philovi rifovi i solaže odlični, bubnjarski je stil Mik[k]eyja Deeja fantastičan, a Lemmy pokazuje da ga ni godine ne mogu obuzdati” te da je uradak „kvalitetan od početka do kraja”.
Uredništvo njemačke inačice časopisa Metal Hammer istaknulo je da se skupina „stvaralački preporodila” na uratku i posebno je izdvojilo, između ostalog, pjesme „Slow Dance” i „Stay Out of Jail”, ali je obradu pjesme „God Save the Queen” Sex Pistolsa nazvalo „neupadljivom” i dodalo da je pjesma „One More Fucking Time” mogla biti kraća. Steve Huey dao mu je tri zvjezdice od njih pet u osvrtu za AllMusic napisavši da je skupina „uletjela u novo tisućljeće u izvrsnoj formi” i, premda je naglasio da na uratku nema „otkrića”, istaknuo je da je na nj uvrstila „čvrste i žestoke” pjesme.

## Zasluge
| Motörhead - Lemmy – vokal, bas-gitara, produkcija, umjetnički direktor (naslovnica) - Philip Campbell – gitara, prateći vokal, produkcija - Mikkey Dee – bubnjevi, produkcija | Ostalo osoblje - Charlie Bauerfeind – snimanje - Bob Kulick – produkcija - Bruce Bouillet – produkcija - Duane Barron – produkcija - Bill Cooper – tonska obrada - Joe Petagno – naslovnica, umjetnički direktor (naslovnica) - Mark Abramson – dizajn - Steffan Chirazi – koncept naslovnice - Glen La Ferman – fotografija - Stephanie Cabral – fotografija - Annamaria DiSanto – fotografija |

## Ljestvice
| Ljestvica                                    | Najviša pozicija |
| -------------------------------------------- | ---------------- |
| Finska                                       | 39.              |
| Njemačka                                     | 21.              |
| Švedska                                      | 33.              |
| Ujedinjeno Kraljevstvo                       | 91.              |
| Ujedinjeno Kraljevstvo (Independent Albums)  | 15.              |
| Ujedinjeno Kraljevstvo (Rock & Metal Albums) | 5.               |

| Ljestvica (2023.)                            | Najviša pozicija |
| -------------------------------------------- | ---------------- |
| Ujedinjeno Kraljevstvo (Independent Albums)  | 36               |
| Ujedinjeno Kraljevstvo (Rock & Metal Albums) | 13.              |